# 尾道市立栗原北小学校
尾道市立栗原北小学校（おのみちしりつ くりはらきたしょうがっこう）は、広島県尾道市栗原町にある公立小学校である。

## 概要
栗原町北部（JR新尾道駅以北）地域の開発により住宅団地となり、児童が増えたことに伴い、近隣の学校である栗原小学校から分離独立し、開校した。このため尾道市内における公立小学校の中では比較的歴史が新しいほうになる。栗原小学校との混同を避けるため、通称として「栗北（くりきた）」と呼ばれている。
開校以来、校歌が存在していない状態が続いていたが、開校10周年を機に、それまで集いの歌として歌い継がれていた「光あふれて」が校歌として正式に採用された。

## 歴史
- 1980年（昭和55年）4月7日 - 開校式を挙行
- 1981年（昭和56年）9月1日 - 校旗制定
- 1981年（昭和56年）- 校歌制定
- 2005年（平成17年）- 尾道市教育委員会指定，英語活動パイロット校となる

## 通学区域
- 尾道市
  - 栗原町（一部）、美ノ郷町三成（一部）
- 南は松岡橋と呼ばれる歩道橋から北は、仙入峠交差点から、奥の大迫団地と呼ばれる団地までである。
- 卒業生は基本的に尾道市立栗原中学校へ進学する。